# جشنواره ملی سن مارکوس

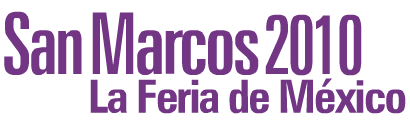

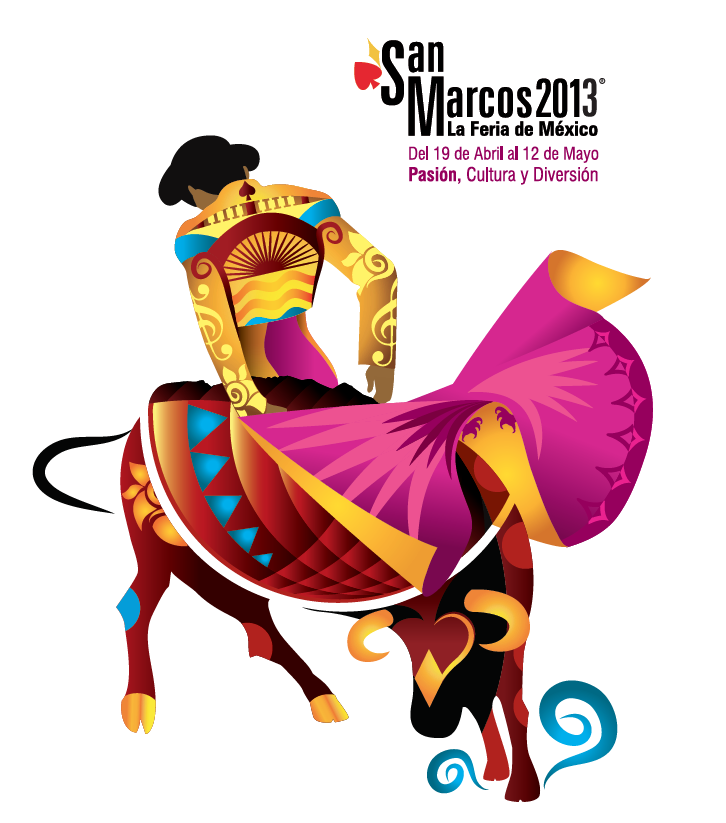

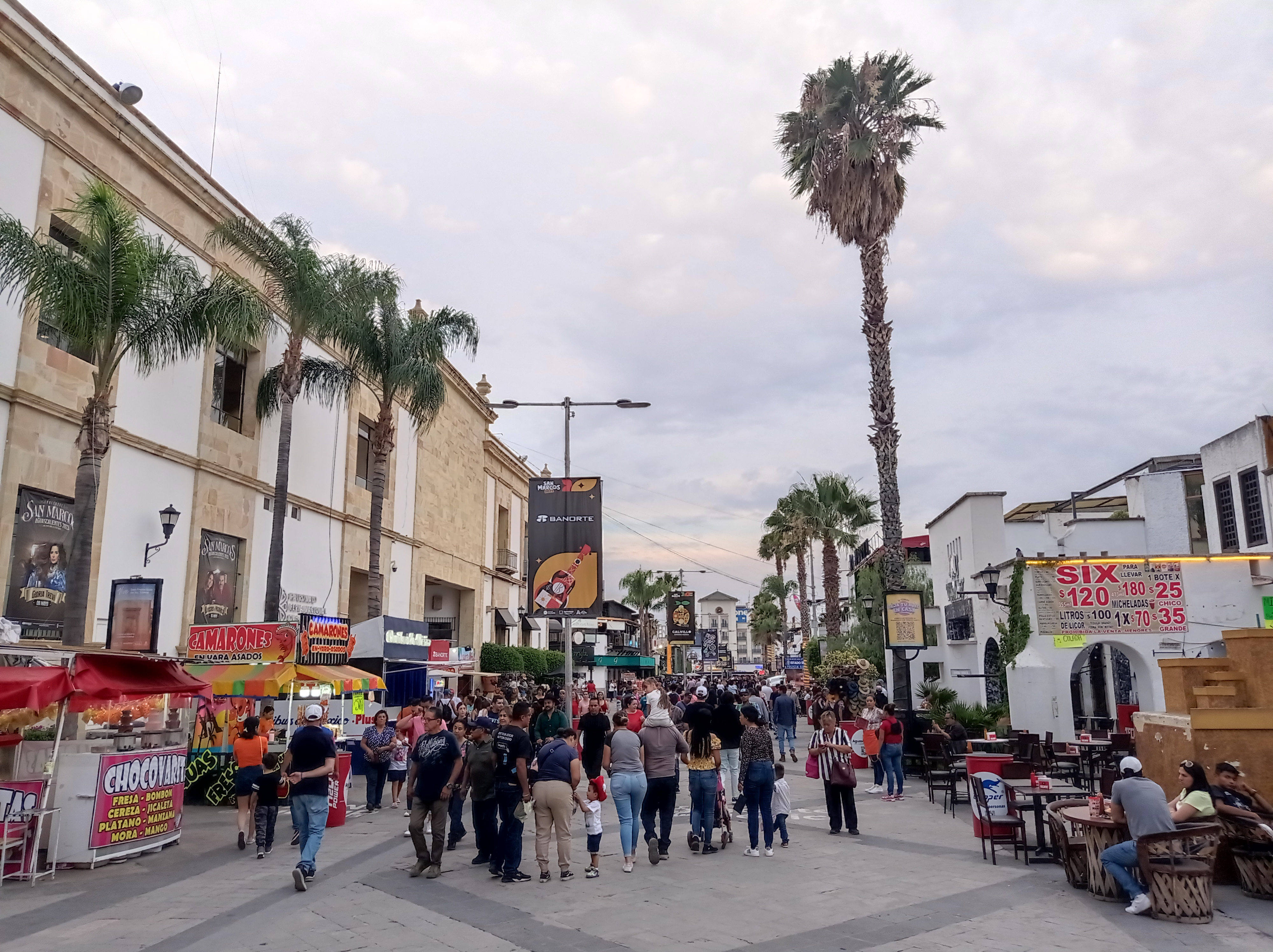

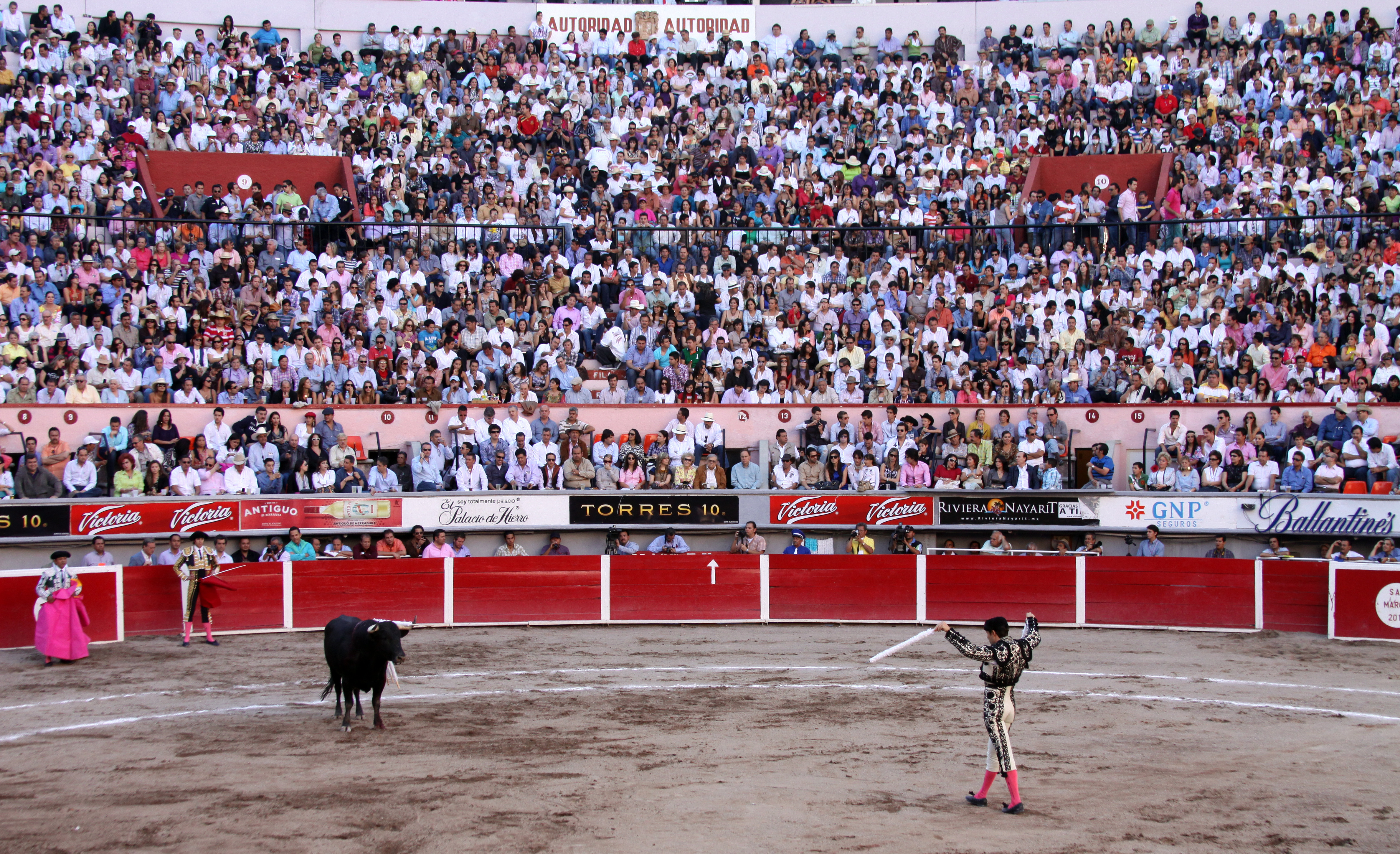
نگاره‌ای از نبرد ماتادور و گاو در جشنواره ملی سن مارکوس در آگوئاسکالینتس.

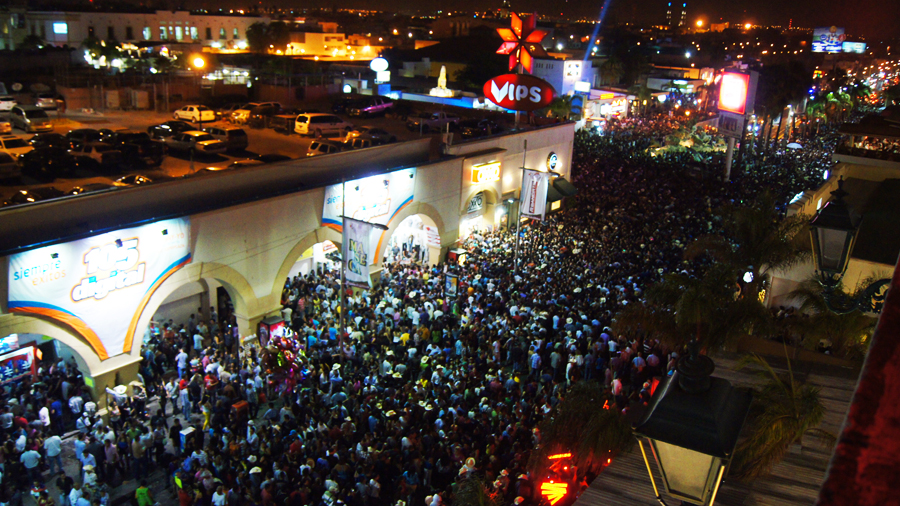
جشنواره سن مارکوس در ۲۰۱۲.

جشنواره ملی سن مارکوس (انگلیسی: Feria Nacional de San Marcos) جشنواره‌ای است که هرساله و برای سه تا چهار هفته در ایالت آگوئاسکالینتس مکزیک برگزار می‌شود. اغلب رویدادها به جشنواره مربوطند اما در شهر آگوئاسکالینتس پایتخت ایالت رخ می‌دهند. تاریخ دقیق جشنواره هر سال متفاوت است اما معمولاً حوالی ۲۵ آوریل، روز روزه‌داری سن مارکوس برگزار می‌شود. اصل این جشنواره از آن‌جایی‌که تولید شراب یکی از فعالیت‌های مهم در آگوئاسکالینتس بود، به جشن برداشت انگور، (وندیمیا) مربوط می‌شد. امروزه این جشنواره یکی از جاذبه‌های گردشگری این شهر است و در آن برنامه‌هایی مانند گاوبازی تورئو و جنگ خروس‌ها اجرا می‌شود. تخمین زده می‌شود که هرساله حدود هفت میلیون نفر از جشنواره دیدن می‌کنند و بنابراین، ظرفیت هتل‌ها تکمیل می‌شود با این حال برخی از افراد محلی در طول جشن خانه‌هایشان را به بازدیدکنندگان اجاره می‌دهند.